# Società Sportiva Murata
La Società Sportiva Murata es un club de fútbol con sede en la Ciudad de San Marino, San Marino. Fue fundado en 1966 y juega en el Campeonato Sanmarinense de fútbol.

## Historia
El club conquistó su primer título nacional en 2006, y volvieron a triunfar en los dos años siguientes. Como la UEFA decidió incluir a los campeones de San Marino en la primera ronda preliminar de la Liga de Campeones de la UEFA a partir de la temporada 2007-08, Murata fue el primer equipo de San Marino en participar en la principal competición de clubes de Europa. 
Con el fin de reforzar al equipo, en julio de 2007 el club fichó al brasileño Aldair, de 41 años y campeón de la Copa Mundial de Fútbol de 1994, lo que hizo que algunos medios italianos destacaran la noticia. Otra antigua estrella de la Serie A, el delantero Massimo Agostini, de 43 años, jugó para Murata de 2005 a 2008. En julio de 2008, el club anunció que esperaba fichar al antiguo internacional brasileño Romário y al expiloto de Fórmula 1 Michael Schumacher para jugar en la Liga de Campeones, pero ambos declinaron el ofrecimiento.
El 17 de julio de 2007, Murata se convirtió en el primer equipo de San Marino en jugar un partido de la Liga de Campeones de la UEFA, al disputar la primera fase de clasificación contra el Tampere United de Finlandia. El primer partido de la eliminatoria a doble partido se jugó en el Estadio Olímpico de San Marino y resultó en una derrota para Murata por 1-2. Tampere volvió a triunfar por 2-0 en el partido de vuelta, y Murata fue eliminado.

## Entrenadores
- Gianluigi Pasquali (—2008)
- Massimo Agostini (2008—10)
- Alberto Manca (2010—11)
- Ivo Crescentini (2012—13)
- Fabio Baschetti (2013—14)
- Paolo Tarini (2014—15)
- Matteo Cecchetti (2015—16)
- Fabrizio Constantini (2016—17)
- Loris Martinini (2017)
- Gori Massimo (2017—19)
- Achille Fabbri (2019—22)
- Roberto Sarti (2022—22)
- Giuseppe Angelini (2023—24)
- Sergio Grassi (2024—)

## Palmarés

### Torneos nacionales
- Campeonato Sanmarinense de fútbol (3): 2005-06, 2006-07, 2007-08
- Copa Titano (3): 1997, 2006-07, 2007-08
- Trofeo Federal de San Marino (3): 2006, 2008, 2009

## Participación en competiciones de la UEFA
| Temporada | Torneo                | Ronda            | Club           | Casa | Visita | Global |
| --------- | --------------------- | ---------------- | -------------- | ---- | ------ | ------ |
| 2006-07   | UEFA Cup              | Clasificatoria 1 | APOEL Nicosia  | 0–4  | 1–3    | 1–7    |
| 2007-08   | UEFA Champions League | Clasificatoria 1 | Tampere United | 1–2  | 0–2    | 1–4    |
| 2008-09   | UEFA Champions League | Clasificatoria 1 | IFK Göteborg   | 0–5  | 0–4    | 0–9    |